# ألفرد جايلز
ألفرد جايلز (بالإنجليزية: Alfred Giles)‏ هو مهندس معماري أمريكي، ولد في 23 مايو 1853، وتوفي في 13 أغسطس 1920 في مقاطعة كندال في الولايات المتحدة.